# Menu latéral
Cette page contient des caractères spéciaux ou non latins. S’ils s’affichent mal (▯, ?, etc.), consultez la page d’aide Unicode.

Exemple d'une icône « hamburger ».

En informatique, le menu latéral, le menu hamburger ou menu à tiroir est un bouton généralement placé dans un coin supérieur d'un environnement graphique. Il prend la forme d'une icône qui consiste en trois lignes horizontales parallèles (affichées ainsi : ☰), suggérant une liste et est nommé pour sa ressemblance avec les couches dans un hamburger, un sandwich, un tas de crêpes.
Un clic sur ce bouton permet de révéler un menu, ce qui le distingue d'une barre de menu qui est toujours affichée.
L'utilisation de cette icône en tant que raccourci graphique a été lancée afin de gagner de la place sur des appareils plus petits tels que des smartphones. Sur les appareils dotés d'interfaces utilisateurs encore plus petites, le bouton plus large du hamburger peut être réduit à trois points empilés verticalement.
Comparé à d'autres menus, l'utilisation d'un menu à tiroir permet de gagner de l'espace sur l'écran au détriment du coût d'interaction (en). C'est notamment pour cette raison que les menus à tiroir ont été critiqués par le site d'information TechCrunch comme étant un « mauvais choix de conception » dans les applications pour appareils mobiles.
L'icône a été conçue à l'origine par Norm Cox (en) dans le cadre de l'interface utilisateur du Xerox Star, et elle a connu une résurgence à partir de 2009 en raison de la zone d'affichage limitée disponible sur les applications mobiles.

## Windows
Pour le système d'exploitation de Microsoft, les menus latéraux inspirés du modèle « hamburger » ont fait leurs apparitions avec les applications universelles, notamment dans Windows 10 pour remplacer les menus du type pivot ainsi que le volet de navigation hybride appelé « barre des charmes ».